# 湯浅誠
湯浅 誠（ゆあさ まこと、1969年4月23日）は、日本の社会活動家、公益活動家、政治学者。特定非営利活動法人全国こども食堂支援センター・むすびえ理事長。
反貧困ネットワーク事務局長、内閣府参与（緊急雇用対策本部貧困・困窮者支援チーム事務局長、内閣官房震災ボランティア連携室長、内閣官房社会的包摂推進室長）、法政大学教授（～2019年）を歴任。2019年より東京大学特任教授。2008年（平成20年）末に日比谷公園で行われた「年越し派遣村」の「村長」としても知られる。埼玉県所沢市在住。

## 経歴
東京都出身。小平市立小平第二中学校、私立武蔵高等学校を経て、東京大学法学部卒業、東京大学大学院法学政治学研究科博士課程単位取得後中退。
2008年に年越し派遣村の「村長」を務める。また、民主党が社会民主党、国民新党と共に連立政権（以下「民主党政権」と表記）を担当した2009年（平成21年）には、内閣府参与に就任した。

### 生い立ち
新聞社勤務の父と小学校教諭の母の間に生まれる。障がいを持つ兄がいる。私立武蔵高等学校を卒業。一浪後の1989年（平成元年）、東京大学教養学部文科I類に入学した。
児童養護施設のボランティアや映画鑑賞に忙殺されて講義には出席しなかったが、5年目の夏に学者を志してボランティア活動から離れた。1995年（平成7年）に東京大学法学部を卒業。

### 大学院時代
1996年（平成8年）、東京大学大学院の法学政治学研究科に入学、日本政治思想史の研究を行った。江戸時代の儒学を専門として、数少ない伊藤東涯の研究者であった。大学院在学中の2000年（平成12年）に炊き出しに必要な米穀を収集する「フードバンク」を設立し、翌2002年（平成14年）にホームレスを支援する「自立生活サポートセンター・もやい」を設立した。
この間は社会活動と大学院での研究を並行したが、単位取得退学により社会活動に専念するようになった。「もやい」事務局長職は無給で、大学院退学以降は毎月の生活費は数万円だったが、『貧困襲来』発表後は講演会などで多少は収入が増えた。

### 大学院退学後から年越し派遣村まで
2003年（平成15年）、便利屋「アジア・ワーカーズ・ネットワーク」（現「企業組合あうん」）を設立した。
2007年（平成19年）、「反貧困ネットワーク」結成を呼びかける。同年7月山吹書店から『貧困襲来』を著す。
2008年10月、湯浅が理事長を務める「もやい」を後援していたリプラスが破産したことで生活困窮者の支援が困難になったとして、湯浅はカンパを呼びかけた
同年12月、著書『反貧困―「すべり台社会」からの脱出』により平和・協同ジャーナリスト基金賞大賞、大佛次郎論壇賞受賞。同月31日には、社会問題化したいわゆる「派遣切り」への緊急対策として、他のNPOと協力の上で日比谷公園に「年越し派遣村」を開設。「村長」として運営を取り仕切った。

### 民主党政権下での活動
2009年10月、菅直人 副総理兼国家戦略担当大臣に要請され、10月26日内閣府参与に就任。
2010年3月5日内閣府参与を辞任。しかし同年5月10日、再び内閣府参与に就任。
2011年（平成23年）3月16日、東北地方太平洋沖地震を受けて、被災地で活動するボランティアと連携し情報提供などを行う内閣官房震災ボランティア連携室長に就任。
4月3日、内閣官房社会的包摂推進室が設置され、社会的包摂推進室長を併任となる。
2012年（平成24年）3月7日、関わった事業の実施にめどがついたため、内閣府参与を辞任。
2013年（平成25年）7月21日に実施された第23回参議院議員通常選挙で、東京都選挙区に出馬した民主党の鈴木寛の推薦人を務めた。

### その他の活動
2015年（平成27年）12月9日に憲政記念会館で辻元清美議員の政治資金規正法に基づく政治資金募集パーティの「政治活動20年へ、感謝と飛躍の集い in 東京」に参加している。

### こども食堂
2018年4月、「こども食堂安心・安全向上委員会」を発足させ、こども食堂の保険加入のためのクラウドファンディングを行った。また、同時に全国のこども食堂数を調査し、発表した。その数は、2286箇所。同年12月、全国のこども食堂を支援するための民間団体「全国こども食堂支援センター・むすびえ」を設立。理事長に就任。
2019年6月、全国のこども食堂数を地域ネットワーク団体と共に調査し、1年で1.6倍になり、3718箇所になったことを明らかにした。
2021年5月12日、むすびえが認定NPO法人となる。

## 思想 - 理念と主張 -

### 「五重の排除」
湯浅は自身の活動経験から、「元首相小泉純一郎による『聖域なき構造改革』以降の日本社会で顕在化した貧困において、個々の人間が貧困状況に追い込まれるプロセスには5つの排除構造が存在する」と主張している。
教育課程からの排除
親世代が貧困状態である場合、その子供たちは多くの場合中卒あるいは高校中退で社会に出なければならず、社会的階層上昇（貧困脱出）のための技術や知識・学歴を獲得することが極めて難しい。この背景には、日本がOECD加盟諸国の中でも、学校教育費への公的支出のGDP比が下から2番目という、教育関係への公的支出が極端に少ない国であるという問題がある。
企業福祉からの排除
非正規雇用の人々は、正規雇用の人々に与えられている雇用保険や社会保険、企業による福利厚生、安定した雇用などから排除されており、容易に貧困状態に滑り落ちてしまう。
家族福祉からの排除
低負担・低福祉である日本社会では、親族間の相互扶助が社会的転落を防ぐセーフティーネットとしての重要な役割を果たしているが、貧困状態に陥る人々はもともと頼れる家族・親族がいない（たとえば家族・親族もワーキングプアであるなど）ことが多い。
公的福祉からの排除
「ヤミの北九州方式（水際作戦）」に代表されるように、現在の日本では生活保護担当の公務員は、申請者をあれこれ理由を付けて追い返し、門前払いにすることばかりに力を入れており、いよいよ追い詰められた状況でも生活保護受給にたどりつけない者が非常に多い。湯浅は現在、生活保護受給資格があるにもかかわらず「水際作戦」などによって生活保護から排除されている人々（漏給と呼ばれる）を600万人から850万人と見積もっている（生活保護問題#水際作戦も参照）。
自分自身からの排除
上に述べた4つの社会的排除に直面した結果、自分自身の存在価値や将来への希望を見つけられなくなってしまう状態を言う。

### 「自己責任の過剰」
湯浅は日本社会に特徴的な病理として「自己責任」論を厳しく批判する。湯浅によると、日本社会に蔓延する自己責任論は、自他の持つ社会資本の格差（親の所得格差、人脈の有無など本人の努力以外の部分で社会における有利不利を決定づけるもの）を見落としているという。またこうした自己責任論はいわゆる「負け組」の人々においても内面化されてしまっており、所持金が底を突きどうにもならなくなるまで「自己責任」で頑張り過ぎる者が非常に多いと湯浅は指摘している。「負け組」におけるこのような自己責任論の内面化の弊害として、より早い段階で各種の支援事業にアクセスすれば防げる事態の悪化（自己破産や一家離散、自殺、無理心中など）を湯浅は挙げている。

## 著作

### 単著
- 『本当に困った人のための生活保護申請マニュアル　あなたにもできる！』同文舘出版、2005年。ISBN 4-495-56861-2。
- 『貧困襲来』山吹書店(出版) JRC(発売)、2007年。ISBN 978-4-903295-10-7。
- 『反貧困　「すべり台社会」からの脱出』〈岩波新書〉2008年。ISBN 978-4-00-431124-9。
- 『岩盤を穿つ　「活動家」湯浅誠の仕事』文藝春秋、2009年。　『なぜ「活動家」と名乗るのか 岩盤を穿つ』ちくま文庫
- 『どんとこい、貧困！』理論社〈よりみちパン！セ〉、2009年6月。ISBN 978-4-652-07846-4。
  - 『どんとこい、貧困！』イースト・プレス〈よりみちパン！セ P007〉、2011年。ISBN 978-4-7816-9007-0。 - 理論社（2009年刊）の復刊。
- 『ヒーローを待っていても世界は変わらない』朝日新聞出版、2012年。ISBN 978-4-02-251012-9。 朝日文庫、2015
- 『「なんとかする」子どもの貧困』角川新書 2017

### 共著
- 『働けません。　「働けません。」6つの"奥の手"』三五館、2007年。ISBN 978-4-88320-407-6。
- 中西新太郎 編『1995年　未了の問題圏』雨宮処凛・中島岳志・栗田隆子・杉田俊介述、大月書店、2008年。ISBN 978-4-272-33056-0。
- 堤未果共著『正社員が没落する　「貧困スパイラル」を止めろ！』〈角川oneテーマ21〉2009年。ISBN 978-4-04-710179-1。
- 『反貧困いま、「反撃」のとき！』雨宮処凛対談、東京ボランティア・市民活動センター〈『ネットワーク』ブックレット 1〉、2009年。ISBN 978-4-903256-26-9。
- 『反貧困と派遣切り　派遣村がめざすもの』七つ森書館、2009年3月。ISBN 978-4-8228-0987-4。
- 大高研道、高端正幸共編 編『湯浅誠が語る「現代の貧困」』新泉社〈シリーズ時代を考える〉、2009年。ISBN 978-4-7877-0905-9。
- 『脱・排除社会　人が、人らしく生きられる社会にするために』サンガ〈サンガ新書〉、2009年。ISBN 978-4-904507-37-7。
- 『若者と貧困　いま、ここからの希望を』明石書店〈若者の希望と社会 3〉、2009年8月。ISBN 978-4-7503-3021-1。
- 清水康之共著『闇の中に光を見いだす　貧困・自殺の現場から』〈岩波ブックレット〉2010年。ISBN 978-4-00-270780-8。
- 一丁あがり実行委員会『活動家一丁あがり！　社会にモノ言うはじめの一歩』〈NHK出版新書〉2011年。ISBN 978-4-14-088343-3。
- 『貧困についてとことん考えてみた』茂木健一郎共著　NHK出版新書 2012

### 共編著
- 宇都宮健児、猪股正共編 編『もうガマンできない！広がる貧困　人間らしい生活の再生を求めて』明石書店、2007年。ISBN 978-4-7503-2584-2。
- 本田由紀、中西新太郎・後藤道夫編著 著、河添誠共編 編『「生きづらさ」の臨界　"溜め"のある社会ヘ』旬報社、2008年。ISBN 978-4-8451-1096-4。
- 宇都宮健児共編 編『反貧困の学校　貧困をどう伝えるか、どう学ぶか』明石書店、2008年。ISBN 978-4-7503-2857-7。
- 宇都宮健児共編 編『派遣村　何が問われているのか』岩波書店、2009年。ISBN 978-4-00-024449-7。
- 宇都宮健児共編 編『反貧困の学校』 2巻、明石書店、2009年。ISBN 978-4-7503-3032-7。 - 2のサブタイトル：いま"はたらく"が危ない。

### 論文・記事
- 「仁斎と東涯--『祖述』と『紹述』」『国家学会雑誌』112巻7・8号、1999年8月.
- 「生活困窮フリーターと『貧困ビジネス』」（PDF）『論座』2007年1月号 No.140、朝日新聞社、2006年12月。
- 「貧困ビジネスとは何か」『世界』2008年10月号 No.783、岩波書店、2008年9月、ISSN 0582-4532。
- “解説委員室ブログ：NHKブログ 視点・論点 「シリーズ格差・貧困」”.  NHK/日本放送協会 (2007年10月2日). 2007年10月18日時点のオリジナルよりアーカイブ。2012年11月7日閲覧。
- “解説委員室ブログ：NHKブログ 視点・論点 「派遣切り」”.  NHK/日本放送協会 (2008年12月23日). 2012年11月7日閲覧。 [リンク切れ]
- “可能性を照らす道：社会と向き合うためのプラクティス”.  Reserchmap (2014年12月1日). 2012年12月1日閲覧。

## 関連番組
- NNNドキュメント'10 (2010年2月21日放送) カツドウカ、政府へ: 反貧困・湯浅誠の1年 2010/02/21 - 日本テレビ.
- NHKスペシャル (2010年2月28日放送) 『権力の懐に飛び込んだ男: 100日の記録』 [31] 2010/02/28 - NHK/日本放送協会.